# Grand-Hôtel du Cap-Ferrat
 (novembre 2021).
 (août 2017).
Si vous disposez d'ouvrages ou d'articles de référence ou si vous connaissez des sites web de qualité traitant du thème abordé ici, merci de compléter l'article en donnant les références utiles à sa vérifiabilité et en les liant à la section « Notes et références ».
Le Grand-Hôtel du Cap-Ferrat est un hôtel de luxe de Four Seasons Hotels and Resorts situé à Saint-Jean-Cap-Ferrat sur la Côte d'Azur en France,.

## Historique
À la fin du XIXe siècle, Saint-Jean-Cap-Ferrat est un hameau rattaché à Villefranche-sur-Mer. En 1904, le roi Léopold II de Belgique achète la villa Les Cèdres, située au début du cap. Le Grand Hôtel du Cap Ferrat est construit en 1908 à la pointe du cap, pour accueillir une clientèle fortunée.
À cette époque, la Côte d'Azur est réservée à un tourisme de luxe. Ses visiteurs sont essentiellement de riches oisifs, voire des têtes couronnées descendues des régions du nord, notamment d'Angleterre et de Russie, pour y passer de longs séjours hivernaux. La reine Victoria, avec sa cour, de nombreuses familles aristocratiques, la princesse Louise, le duc de Connaught, le président Paul Deschanel ainsi que maints hommes politiques de la IIIe République, la pianiste Marguerite Long, le violoniste Jacques Thibaud, des acteurs comme Charles Boyer et Charlie Chaplin s’y succèdent.
C’est seulement vers 1930 que quelques originaux, écrivains ou artistes d’avant-garde pour la plupart, viennent passer l’été sur la Côte en espérant l’isolement, presque personne n’y venant à cette période de l'année, souvent caniculaire. Au Cap-Ferrat, l’instauration de nouvelles habitudes se fit de façon tout à fait fortuite. Lors de l’été 1933, le cinéaste autrichien Georg Wilhelm Pabst convainc Chaliapine de jouer le rôle titre du film Don Quichotte. N’ayant pas les moyens de filmer en Espagne, le metteur en scène décide d'utiliser les paysages de landes du Cap-Ferrat. Ainsi, l’équipe des cinéastes est hébergée dans l'hôtel. L’année suivante, plusieurs d’entre eux souhaitent y revenir à titre personnel, séduits par le luxe de l'hôtel. Plus jeunes et sportifs que les prédécesseurs, des vacanciers de la nouvelle génération réclament d’abord du soleil et de l’eau. Mais l'extrémité rocheuse du Cap rend la mer difficilement accessible : une crique est alors percée à la dynamite.
La construction d’une piscine d’eau de mer est décidée, à proximité immédiate du rivage. Elle se doit d’être de dimensions olympiques (33,33 m à l'époque), plus grande et plus belle que sa devancière, la piscine de l'Eden-Roc du Cap d'Antibes. Les entrepreneurs de maçonnerie, seuls constructeurs, hésitent à se lancer dans le coffrage d’une cuve de béton armé de plus de trente mètres de longueur et d’une douzaine en largeur, à plus forte raison si ce bassin doit être exposé aux différences de températures et autres aléas du plein-air. Plusieurs d’entre eux n’osent pas accepter cette commande, pourtant flatteuse, mais risquée. 
Après quelques recherches, le choix se porte sur une entreprise nouvellement installée dans le Cap par un Italien plein d’entregents. Ce simple maçon a des connaissances théoriques très supérieures à ce que peut alors laisser croire la taille de son établissement. Il emporte le marché. Sacrifiant à l’anglomanie déjà ambiante, l’ensemble reçoit le nom de Sun Beach, inauguré au début avril 1939 en présence du gratin départemental, juste cinq mois avant le début de la Seconde Guerre mondiale. 
En juin, avec le « coup de poignard dans le dos » de Mussolini,  toute la côte est immédiatement occupée par les troupes du dictateur. Le Cap n'est pas épargné. Dans l’émotion et l’immense remue-ménage consécutifs à l’armistice, le directeur de l’hôtel voit arriver un officier du génie italien qui, avec force démonstrations d'amitié, lui aurait déclaré : « Me reconnaissez-vous ? Je suis l’entrepreneur qui a construit votre piscine. Heureux de constater qu’elle a tenu le coup ».  
Quelques semaines après cet intermède, le Grand-Hôtel se barricade et passe ses vitres au bleu pour s’enfermer dans la nuit de six années. Le 5 mars 1944, toute la presqu’île est évacuée et truffée de mines en prévision d’un débarquement. La population n’a que quelques heures pour rassembler un maigre bagage et fuir. 
La suite se confond avec l’histoire, si ce n’est que l’hôtel et la piscine ne furent touchés par aucun des obus tombés à proximité, ni par l’explosion qui détruisit le phare. Dans les années 1960, après la retraite d’André Voyenne et le décès de M. Flandin, la famille de ce dernier cède ses parts. L’affaire change alors de mains à plusieurs reprises. Elle passe d’abord à un industriel suisse, Monsieur Rosenstein, qui doit la céder à Monsieur et Madame Saul Steinberg. Ces milliardaires américains de l’immobilier y font de très importants investissements, puis revendent eux-mêmes l’hôtel peu de temps après au consortium nippon Sazalé. Également propriétaire du célèbre palace des stars hollywoodiennes, le « Bel Air Los Angeles », le groupe impose un temps le nom de « Bel Air Cap-Ferrat ».
En 2007, le milliardaire Léonard Blavatnik achète l'hôtel. 
En 2009, le Grand-Hôtel a réalisé un important projet de rénovation et d’extension, la partie architecturale a été dirigée par Luc Svetchine et le décorateur d’intérieur Pierre-Yves Rochon. Il propose à présent 73 chambres, dont 24 suites et 8 suites avec piscine privée à débordement ; un spa de 750 m² et son jardin donnant sur la mer Méditerranée ; 3 restaurants : le restaurant Gastronomique Le Cap, le restaurant « All Day Dining » La Véranda et le restaurant du Club Dauphin avec sa piscine olympique.
En mai 2011, il fait partie des huit premiers hôtels français de grand luxe (4 à Paris et 4 en province), et le premier situé sur la Côte d’Azur à recevoir la nouvelle distinction de « palace ». 
En mai 2015, l'hôtel est racheté par la chaîne Four Seasons Hotels and Resorts et est rebaptisé Grand-Hôtel du Cap-Ferrat, à Four Seasons Hotel.
Le 16 juillet 2016, premier jour de deuil national consécutif à l'attentat de la Promenade des Anglais à Nice, un feu d'artifice tiré depuis l'hôtel provoque indignation et colère sur les réseaux sociaux.

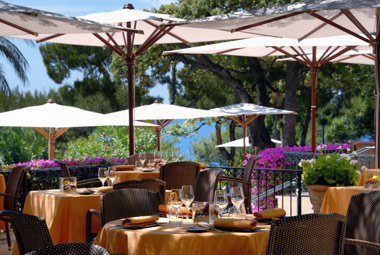
Un de ses restaurants, sur la terrasse, Le Cap.